# Maurizio Fondriest

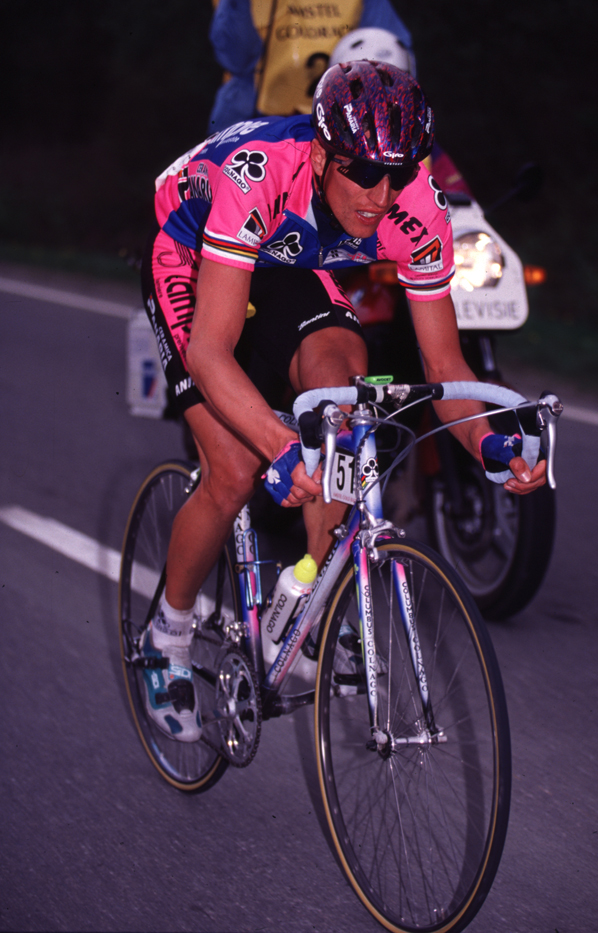
Maurizio Fondriest 1995.

Maurizio Fondriest, född 15 januari 1965 i Cles, provinsen Trento, är en tidigare tävlingscyklist från Italien.

## Karriär
Maurizio Fondriest blev professionell 1987 med stallet Ecoflam. Ett år senare blev han kontrakterad av Alfa-Lum med vilka han bland annat vann flera etapper på Schweiz runt och Tirreno–Adriatico. Under året 1988 vann han världsmästerskapens linjelopp.
Under säsongen 1991 vann han världscupen. Två år senare när han bytt stall från Panasonic till Lampre vann han Milano–San Remo, La Flèche Wallonne, Züri Metzgete och Giro dell'Emilia. Han vann också Tirreno–Adriatico plus två etapper under tävlingen. Han vann tre etapper och tog hem segern i Grand Prix du Midi Libre och han vann en etapp på Giro d'Italia. I slutet av året låg han återigen först i världscupen.
Fortfarande med Lampre 1995 vann han ytterligare en etapp på Giro d'Italia och slutade tvåa i Tirreno–Adriatico, Milano–San Remo, Gent-Wevelgem och La Flèche Wallonne.
Maurizio Fondriest avslutade sin karriär 1998 efter att ha tävlat för det franska stallet Cofidis under tre år. Han skapade då ett cykelföretag, kallat Fondriest, som gör kolfibercyklar.

## Meriter
|  | 1987 Vinnare av etapp 4 i Volta a Catalunya 3:a i Paris–Tours 3:a i Coppa Bernocchi 3:a i Giro di Romagna 6:a i Giro dell'Emilia 6:a i Milano–Torino 7:a i Coppa Placci 8:a i GP Industria e Artigianato di Larciano 1988 Världsmästare i linjelopp Vinnare av GP Industria e Commercio di Prato Vinnare av etapp 4 i Tour de Suisse Vinnare av etapp 1a i Cronostaffetta 2:a i Milano–Sanremo 2:a i Coppa Bernocchi 2:a i Giro dell'Emilia 3:a i linjelopp vid Italienska mästerskapen 3:a i Giro di Campania 3:a i Coppa Placci 3:a i Giro di Romagna 6:a totalt i Tirreno–Adriatico Vinnare av etapp 4 6:a totalt i Tour of Belgium 6:a i Firenze–Pistoia 8:a i GP Camaiore 1989 Vinnare av Giro di Toscana Vinnare av Coppa Sabatini Vinnare av etapp 1a i Cronostaffetta 2:a i Wincanton Classic 2:a i Giro del Friuli 2:a i GP Camaiore 2:a i Giro del Veneto 2:a i Giro dell'Emilia 2:a i Trofeo Baracchi 3:a i GP Industria e Artigianato di Larciano 3:a i Firenze–Pistoia 6:a i Giro di Romagna 10:a totalt i Tirreno–Adriatico 10:a i Züri Metzgete 1990 Vinnare av Coppa Ugo Agostoni Vinnare av Giro del Lazio Vinnare av etapp 2 i Settimana Internazionale di Coppi e Bartali 3:a totalt i Tour of Britain Vinnare av etapp 6 3:a i Paris–Tours 5:a i Milano–Sanremo 5:a i Flandern runt 5:a totalt i Tirreno–Adriatico 9:a i linjelopp vid Världsmästerskapen 9:a i Milano–Torino | 1991 Vinnare av UCI World Cup Vinnare av etapperna 3a och 3b i Volta a Catalunya Vinnare av etapp 3 i Settimana Internazionale di Coppi e Bartali 2:a i Amstel Gold Race 2:a i Grand Prix Pino Cerami 3:a i Clásica de San Sebastián 3:a i Brabantse Pijl 4:a i Züri Metzgete 4:a i Grand Prix des Nations 4:a i Firenze–Pistoia 5:a i Wincanton Classic 7:a i GP des Amériques 1992 Vinnare av Trofeo Melinda Vinnare av etapp 5b i Volta a Catalunya Vinnare av etapp 3 i Vuelta a Andalucía 2:a i Giro del Lazio 3:a i linjelopp vid Italienska mästerskapen 3:a i Giro di Campania 3:a i Grand Prix Pino Cerami 4:a i Flandern runt 7:a i GP des Amériques 7:a i Milano–Torino 9:a i Paris–Tours 9:a i Coppa Placci 1993 Vinnare av UCI World Cup Vinnare av Milano–Sanremo Vinnare av La Flèche Wallonne Vinnare av Züri Metzgete Vinnare av Giro dell'Emilia Vinnare av Firenze–Pistoia Vinnare totalt av Tirreno–Adriatico Vinnare av etapperna 2 och 4 Vinnare totalt av Giro del Trentino Vinnare av etapperna 2, 3 och 4 Vinnare totalt av GP du Midi-Libre Vinnare av etapperna 2, 3 och 5 Vinnare totalt av Escalada a Montjuïch Vinnare av etapperna 1a och 1b (ITT) Vinnare av etapp 5 i Vuelta a Andalucía Vinnare av etapp 5 Settimana Internazionale di Coppi e Bartali 2:a totalt i Volta a Catalunya Vinnare av Prologue och etapp 6 (ITT) 2:a i Paris–Tours 3:a i Liège–Bastogne–Liège 3:a i Wincanton Classic 4:a i Amstel Gold Race 5:a i linjelopp vid Världsmästerskapen 7:a i Grand Prix des Nations 8:a totalt i Giro d'Italia Vinnare av etapp 1b (ITT) 8:a i Flandern runt | 1994 Vinnare totalt av Polen runt Vinnare av etapperna 2 och 6 Vinnare totalt av Tour of Britain Vinnare av etapperna 1 och 3a (ITT) Vinnare av etapp 3 i Settimana Internazionale di Coppi e Bartali Vinnare av Giro del Lazio Vinnare av Coppa Sabatini 2:a i Giro dell'Emilia 3:a i Züri Metzgete 3:a i Firenze–Pistoia 5:a i Giro di Lombardia 7:a i Milano–Torino 1995 Vinnare av etapp 7 i Giro d'Italia Vinnare av prologen i Volta a Catalunya 2:a i Gent–Wevelgem 2:a i La Flèche Wallonne 2:a i Giro di Romagna 2:a totalt i Tirreno–Adriatico 3:a totalt i Vuelta a Murcia 5:a i GP Camaiore 7:a i Rund um den Henninger Turm 8:a totalt i Driedaagse van De Panne-Koksijde Vinnare av etapp 3b (ITT) 8:a i Wincanton Classic 9:ai linjelopp vid Världsmästerskapen 9:a i Züri Metzgete 1996 Vinnare av etapp 3b i Driedaagse van De Panne-Koksijde (ITT) 2:a totalt i Polen runt Vinnare av etapp 8 3:a i La Flèche Wallonne 3:a totalt i Settimana Internazionale di Coppi e Bartali 3:a totalt i Giro di Sardegna 4:a i individuellt tempolopp vid Olympiska spelen 7:a i Rund um den Henninger Turm 9:a i Züri Metzgete 1997 Vinnare av etapp 2 i Volta a la Comunitat Valenciana 4:a totalt i Tour du Limousin 6:a i Trofeo Melinda |